# 털비말과
털비말과(Sporochnacaeae)는 털비말목(Sporochnales)의 유일한 과이며, 갈조류(갈조강)에 속한다. 이 과에 속하는 종들은 실같은 모양의 조류이다. 털비말(Sporochnus radiciformis) 등을 포함하여 11개 속에 33종으로 이루어져 있다.

## 하위 속
| - Austronereia - Bellotia - Carpomitra - Encyothalia - Lucasia - Nereia | - Perisporochnus - Perithalia - Sporochnema - 털비말속 (Sporochnus) - Tomaculopsis |